# Parbati (rivier)
De Parbati is een rivier in de deelstaat Madhya Pradesh, in India. De Parbati ontspringt op 610 meter hoogte in het Vindhyagebergte. Na 436 kilometer gaat de Parbati op in de Chambal. De Parbati is onderdeel van het stroomgebied van de Ganges.